# Zbigniew Hajn
Zbigniew Tadeusz Hajn – polski prawnik, profesor nauk prawnych, nauczyciel akademicki
Uniwersytetu Łódzkiego, specjalności naukowe: europejskie prawo socjalne, prawo pracy. Sędzia Sądu Najwyższego w stanie spoczynku.

## Życiorys
W 1978 ukończył studia prawnicze Wydziale Prawa i Administracji Uniwersytetu Łódzkiego. Tam też na podstawie napisanej pod kierunkiem Michała Seweryńskiego rozprawy pt. Pojęcie zakładu pracy w polskim prawie pracy otrzymał w 1986 stopień naukowy doktora nauk prawnych. Na podstawie dorobku naukowego oraz rozprawy pt. Status prawny organizacji pracodawców na macierzystym wydziale w 1999 uzyskał stopień doktora habilitowanego nauk prawnych w zakresie prawa, specjalność: prawo pracy. W 2016 prezydent RP nadał mu tytuł naukowy profesora nauk prawnych.
Został profesorem zwyczajnym Uniwersytetu Łódzkiego na Wydziale Prawa i Administracji w Zakładzie Europejskiego i Zbiorowego Prawa Pracy oraz kierownikiem tego zakładu. Był dziekanem Wydziału Administracji Salezjańskiej Wyższej Szkoły Ekonomii i Zarządzania w Łodzi.
Odbył aplikację sądową i zdał egzamin sędziowski. Był sędzią Izby Pracy, Ubezpieczeń Społecznych i Spraw Publicznych Sądu Najwyższego, w 2016 przeszedł w stan spoczynku.
Otrzymał Srebrny (2001) i Złoty (2010) Krzyż Zasługi.